# Дашина (гмина)
Дашина (пол. Daszyna) до 1954 года Мазев (пол. Mazew) — сельская гмина в Польше, административно входящая в Ленчицкий повет Лодзинского воеводства. Население гмины на 2024 год составляло 3599 человек.

## Состав гмины
В состав гмины в 1885 году входили 26 фольварков, 23 села и 3 колонии. После ряда, прошедших в течение последующих 139 лет административно-территориальных изменений, в 2024 году в составе гмины насчитывалось уже 34 населённых пункта.

## Население
|        | 1886 | 2004 | 2013 | 2024 |
| ------ | ---- | ---- | ---- | ---- |
| Всего  | 3957 | 4202 | 4027 | 3599 |
| Женщин |      |      |      | 1826 |
| Мужчин |      |      |      | 1773 |

## Соседние гмины
1. Гмина Ходув
2. Гмина Грабув
3. Гмина Кросневице
4. Гмина Кутно
5. Гмина Ленчица
6. Гмина Витоня